# Калин, Василий Игнатьевич
Василий Игнатьевич Калин — советский хозяйственный, государственный и политический деятель, Герой Социалистического Труда.

## Биография
Родился 1 января 1924 года в селе Усть-Иня. Член КПСС.
Участник Великой Отечественной войны, техник артиллерийский 2-го мотострелкового батальона 20-й гвардейской механизированной бригады 1-го Украинского фронта. С 1949 года — на хозяйственной, общественной и политической работе. В 1949—1986 годах — старший зоотехник в совхозе имени Чкалова Ленинск-Кузнецкого района Кемеровской области, в совхозе «Лебяжье», директор совхоза «Юргинский» Юргинского района, директор совхоза «Краснинский» Промышленновского района, директор совхоза «Заря» Промышленновского района Кемеровской области.
Указом Президиума Верховного Совета СССР от 13 марта 1981 года присвоено звание Героя Социалистического Труда с вручением ордена Ленина и золотой медали «Серп и Молот».
Скончался 6 декабря 1990 года.